# 立法院第四屆立法委員名單
立法院第四屆立法委員經由1998年中華民國立法委員選舉產生，在第四屆立法院中任職，任期從1999年2月1日至2002年1月31日。

### 引用
1. ↑  .   [2023-02-23]. （原始内容存档于2023-02-23）.